# فرودگاه رولاند گرو
فرودگاه رولاند گرو (به انگلیسی: Roland Garros Airport) (به زبان بومی: Aéroport de la Réunion Roland Garros) یک فرودگاه همگانی با کد یاتا RUN است که یک باند فرود آسفالت دارد و طول باند آن ۳۲۰۰ متر است. این فرودگاه در شهر سنت ماری، رئونیون کشور رئونیون قرار دارد و در ارتفاع ۲۰ متری از سطح دریا واقع شده است.

## خطوط هوایی و مقصدهای پروازی
| شرکت‌های هواپیمایی      | مقصدهای پروازی |
| ---------------------- | --- |
| ایر استرال             | فرودگاه ایواتو، فرودگاه بین‌المللی سووارنابومی، فرودگاه بین‌المللی چنای، فرودگاه بین‌المللی دزااودزی پاماندزی، Johannesburg، فرودگاه بین‌المللی سیشل، فرودگاه بین‌المللی سر سیوساگور رامگولام، فرودگاه بین‌المللی شاهزاده سعید ابراهیم، فرودگاه فسن، فرودگاه پاری-شارل-دو-گل، فرودگاه پییرفوندز |
| ایر فرانس              | فرودگاه اورلی |
| ایر ماداگاسکار         | فرودگاه ایواتو، فرودگاه آراچارت، فرودگاه فسن، فرودگاه تولنارو، Toliara، فرودگاه سینت ماریه |
| ایر موریشوس            | فرودگاه بین‌المللی سر سیوساگور رامگولام |
| Corsair International  | فرودگاه اورلی |
| اینترایر آفریقای جنوبی | Johannesburg |
| ایکس‌ال ایرویز فرانسه   | فرودگاه استانی مارسی |